# انسان‌گرایی دینی
انسان‌گرایی دینی ترکیبی از فلسفه اخلاقی انسان‌گرایانه با شعائر و فعالیت‌های اجتماعی بوده و روی نیازها، علایق و توانایی‌های انسان تمرکز دارد. آن‌گونه که از نامش پیداست، تفاوت اصلی میان انسان‌گراهای دینی و انسان‌گرایان سکولار در این است که انسان‌گراهای دینی موضع زندگی انسان‌گرایانه را دین خود می‌دانند و با استفاده از مدل اجتماعی سازماندهی می‌نمایند. از انسان‌گرایی دینی بعضاً بنام دین خداناباور نیز یاد می‌گردد.
انسان‌گراهای دینی در قرن بیست و یکم معمولاً تحت چتر «فرهنگ اخلاقی» یا «انسان‌گرایی اخلاقی» سازمان‌دهی می‌نمایند. انسان‌گرایی دینی امروزه به‌طور کلی یک پدیده آمریکایی است؛ یک جنبش اخلاقی بریتانیای برای مدت کوتاهی در اواخر قرن نوزدهم تا اوایل قرن بیستم فعال بود، اما در دهه ۱۹۶۰ میلادی جلوه‌های «دینی» خود را به‌طور گسترده ترک کرد و مدعی شد که انسان‌گرایی کمتر دارای هویت دینی است و بیشتر یک برچسب مفید برای تشریح نمودن رویه‌های عقلانی و غیر دینی مرتبط به کردار نیک و اخلاق می‌باشد. گروه‌های فرهنگ اخلاقی و انسان گرایی دینی برای بار نخست در ایالات متحده توسط وزیران یونیتارینیسم تشکیل شد، کسانی که باوجود باور نداشتن به خدا تلاش نمودند تا دینی سکولار متأثر از افکار فیلسوف فرانسوی اگوست کنت بسازند.

## خاستگاه‌ها
جنبش‌های انسان‌گرایی در اواخر قرن بیستم میلادی با گروه‌های محافظه کار مسیحی در ایالت متحده در تضاد افتادند. «انسان‌گرایی سکولار» به مشهورترین نوع انسان‌گرایی منظم مبدل شده‌است. با این حال، انجمن انسان‌گرای آمریکایی تذکر می‌دهد که انسان‌گرایی سکولار به‌طور گسترده از میان فرهنگ اخلاقی، توحیدگرایی و جهان‌گرایی ظهور کرد.

### انقلاب فرانسه
فرقه عقل (به فرانسوی: Culte de la Raison‎) یک دین غیرخداباور بود که توسط ژاک ابر، پیری گسپارد شاومیت و حامیان آن‌ها در جریان انقلاب فرانسه ساخته شد.
کلیسای نوتردام پاریس در ۱۷۹۳ در جریان انقلاب فرانسه به «معبد تعقل» مبدل گردید و برای مدتی «بانوی آزادی» جایگزین مریم مقدس در چندین محراب کلیسا شد.

### اثبات‌گرایی
اگوست کنت پدر جامعه‌شناسی در دهه ۱۸۵۰ اثبات‌گرایی، «دین انسانیت»، را تأسیس کرد. اگوست کنت شاگرد و منشی کلود هانری سن سیمون، پدر سوسیالیسمِ فرانسه، بود. اگوست کنت برای اولین بار اصطلاح «دگر دوستی» را به‌کار برد.
BBC خاطرنشان می‌سازد که «در حالی که غیرخداباوری تنها فقدان عقیده است، انسان‌گرایی رویهٔ مثبت نسبت به جهان است که متمرکز بر تجارب، افکار و امیدهای انسان می‌باشد».

### انجمن مذهبی انسان گرا
یکی از نخستین پی‌شگامان موسسه‌های انسان‌گرای معتبر عصری، انجمن دینی انسان‌گرایانه بود که در ۱۸۵۳ در لندن تأسیس گردید. این گروه اولیه دارای نظم دموکراتیک بود و اعضای مرد و زن در انتخابات‌های رهبری شرکت می‌کردند، هم‌چنین این گروه دانش‌های علوم، فلسفه و هنرها را ترویج نمود.

### فرهنگ اخلاقی
جنبش فرهنگ اخلاقی در ۱۸۷۶ تأسیس شد. فیلیکس آدلر مؤسس این جنبش و عضو پیشین انجمن دینی آزاد، فرهنگ اخلاقی را دین جدیدی می‌دانست که جزم‌اندیشی‌های غیر علمی دین‌های سنتی را پاک می‌نماید و در عین حال پیام اخلاقی که در قلب تمامی ادیان وجود دارد را حفظ و رفعت می‌بخشد. آدلر براین باور بود که دین‌های سنتی در نهایت با دید دنیا نسبت به علم ناسازگار ثابت خواهد شد. او احساس نمود که نباید اجازه داده شود تا ابعاد اساسی دین به حاشیه کشانده شود. دین‌های در راستای تشویق به کارهای خوب نقش حیاتی دارند. دین حقیقت‌های مهمی در مورد دنیا به ما آموخت، هرچند این حقایق به‌گونه استعاره بیان شد که همیشه با درک امروزی از دنیا مناسب نبود؛ مثلاً، دین‌های توحیدگرا بر مبنای استعاره سلطنت خودکامه بنا شده‌است، هرچند امروزه روابط دموکراتیک ایده‌آل دانسته می‌شود.
فرهنگ اخلاقی در اوایل مناسک و شعائر بسیار اندک داشت. فرهنگ اخلاقی از این بابت دینی پنداشته می‌شد که نقش اساسی در زندگی مردم و پرداختن به نگرانی‌های واپسین داشت. متعاقباً برخی جوامع اخلاقی یک اندازه شعائر را به‌منظور نشانی‌نمودن زمان‌های خاص یا یک یادآوری محسوس از ایده‌آل‌های بشری اضافه نمودند.

### ایالات متحده

#### قرن نوزدهم میلادی
قبل از این‌که اصطلاح «انسان‌گرایی» اصلاً به‌کار برده شده بود یا حتی فکر ادغام آن در دین به‌میان آید، این اصطلاح در آمریکا حداقل به عنوان یک مفهوم ایدئولوژیک برای مدت مدیدی موجود بود. گروه‌های مانند انجمن دینی آزاد (FRA) که در ۱۸۶۷ تأسیس شد. سایر گروه‌های کم‌تر افراطی متشکل از نوع افراطی پروتستان‌های اولیه آمریکایی مانند توحیدگرایی و کوئیکرها، از همان اولین لحظات ورود اروپایی‌ها وجود داشتند.

#### قرن بیستم میلادی
در ۱۹۱۵، اثبات‌گرای اصطلاح «انسان‌گرایی» را در یک مجله برای جوامع اخلاقی بریتانیا تعریف نمود. یکی از وزیران توحیدگرای دیگر جان اچ. دیتریچ مجله را خواند و بدین باور رسید که این اصطلاح دین وی را توصیف می‌کند. از نظر برخی‌ها دیتریچ «پدر انسان‌گرایی دینی» است (اولدز ۱۹۹۶)، به‌ویژه از جهت موعظه‌هایش هنگام خدمت کردن در اولین جامعه توحیدگرای میناپولیس.
چارلز فرانسیس پاتر نخستین جامعه انسان‌گرای نیویارک را تأسیس نمود که هیئت مشورتی آن شامل جولیان هاکسلی، جان دیویی، آلبرت اینشتاین و توماس من بود. پاتر وزیری از سنت توحیدگرایی بود که در ۱۹۳۰ او و خانمش کلارا کوک پاتر کتاب انسان‌گرایی: دین جدید را منتشر نمودند. پاتر در جریان دهه ۳۰ قرن نزدهم یک دادخواه معروف برای حقوق زنان، دسترسی به کنترل ولادت، «قوانین طلاق مدنی» و اختتام بخشیدن به مجازات اعدام بود.
نخستین مانفیست انسان‌گرایی در ۱۹۳۳ عمدتاً توسط ریموند براگ نوشته شد و با سی و چهار امضاء کننده به چاپ رسید. نخستین مانفیست بر خلاف بازنگری‌های بعدی، یک «دین» جدید را تعریف کرد و انسان‌گرایی را جنبشی دینی نامید که هدف آن تعالی بخشیدن و جای‌گزین کردن دین‌های قبلی مبتنی بر الوهیت بود. با این حال، محتاطانه خواهد بود تا کیش یا جزم اندیشی را ذکر نکنیم. این سند یک نظام عقیده پانزده موردی را طرح نموده‌است که علاوه برداشتن نگرش سکولاری، با «جامعه سوداگری و دارای انگیزه سود» مخالفت می‌نماید و یک جامعه دارای حق مساوات و مبتنی بر همکاری دو جانبه اختیاری را تعریف می‌نماید. براگ و ۱۱ امضاء کننده وزیران توحیدگرا بودند.
«فلووشیپ انسانیت» در سال ۱۹۳۵م توسط رویرند ای.دی. فاوپل به عنوان چند «کلیسای انسان‌گرایی» معدود و به عنوان بخشی از جنبش انسان‌گرایی دینی آمریکایی در اوایل قرن بیستم میلادی تأسیس گردید. این چنین یک مؤسسه بود که می‌توانست تا قرن بیست و یکم میلادی زنده بماند و به اولین و قدیمی‌ترین عضو انجمن انسان‌گرای آمریکایی مبدل شود.
در ۱۹۶۱ لغت‌نامه جدید سوم و بستر، انسان‌گرایی دینی را چنین تعریف نمود، «یک جنبش مدرن آمریکایی که بیشتر متشکل از انسان‌گراهای خدا نا باور و کلیساهای انسان‌گرا بوده و متعهد هستند تا به اهداف اخلاقی دین بدون عقاید و شعایر که مبتنی بر خرافات است نائل شوند».

#### امروزه
برخی از سازمان‌های مقیم ایالات متحده که خود را انسان‌گرای دینی می‌دانند و اکنون فعال هستند، عبارت اند از:
- جامعه انسان‌گرا[چ] (قبلاً، اجتماع انسان‌گرای دوستان)[۷] (این سازمان ریشه در سنت کواکر دارد، اما حالا به‌طور گسترده به آن سنت وابسته نیست)
- کلیسای منتقد[ح] (در سال ۲۰۱۸ به عنوان یک اجتماع انسان‌گرای دینی میان عقیده‌ای تأسیس گردید).[۸]

بسیاری ادیان بزرگ دارای پیروان و روحانیان قابل توجهی هستند که خود را باورمند به انسان‌گرایی می‌دانند. این گروه‌ها شامل موارد ذیل می‌باشد:
- جهان‌گرایی توحیدگرا: هر زمان که نظرسنجی صورت می‌گیرد، در حدود نصف یا بیشتر پیروان جهان‌گرایی موحد خود را انسان‌گرا می‌گویند.[۹][۱۰] پیروان انسان‌گرای جهان‌گرایی موحد عضو انجمن جهان‌گرایی موحد انسان-گرا (HUUmanists) (که قبلاً به نام دوستان انسان‌گرایی دینی یاد می‌گردید) هستند.[۱۱]
- جامعه‌مذهبی دوستان (کوئیکرها) گروه‌های در جوامع کوئیکرها که دارای نگرش انسان‌گرایانه هستند شامل دوستان غیرخداباور می‌باشد.[۱۲][۱۳]
- یهودیت یهودیت انسان‌گرا، بازسازی خواهی در یهودیت را نگاه کنید.[۱۴]
- آیین بودایی بودایی انسان‌گرا را نگاه کنید.

### بریتانیا
جنبش انسان‌گرایی در انگلستان برای نخستین بار به عنوان یک «جنبش اخلاقی» در قرن نوزدهم میلادی ظهور کرد و «جامعه مذهبی مکان جنوبی» در لندن بزرگ‌ترین «کلیسای اخلاقی» است. بقیه جوامع اخلاقی بریتانیا در دهه ۱۸۹۰ باهم مدغم گردیدند تا اتحادیه جوامع اخلاقی را شکل دهند که توسط رئیس آن «استانتون کویت» تأسیس گردید. شکوفاترین دوران جوامع اخلاقی در بریتانیا در اواخر قرن نزدهم و اوایل قرن بیستم میلادی بود، که در آن زمان هنوز هم صدها نفر در خدمات هفته‌ای یکشنبه در جامعه اخلاقی غرب لندن (حالا بخشی از انجمن انسان‌گرای بریتانیا) و «جامعه اخلاقی مکان جنوبی» (اکنون «کانوی هال») در لندن در دهه ۱۹۵۰ شرکت می‌کردند.